# Шварцхайде
Шварцхайде (нем. Schwarzheide,луж. Carny Gózd, до 1936 нем. Zschornegosda) — город в Германии, в земле Бранденбург. Входит в состав района Верхний Шпревальд-Лужица.

## Этимология
Название города является калькой с лужицкого «Чорный-Гозд» (н.-луж. Carny Gózd, в.-луж. Čorny Gózd, нем. Zschornegosda), что означает «чёрный лес» или «чёрная пустошь».

## География
Город расположен на берегу реки Шварце-Эльстер, являющейся символической границей между Верхней и Нижней Лужицей.

## История

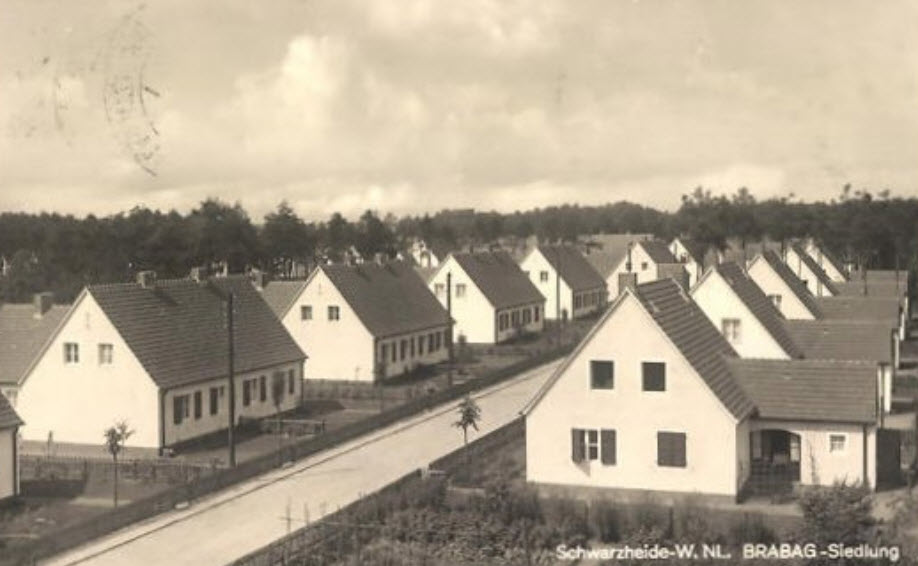
Шварцхайде в 1941 году

Как единый населённый пункт был образован в 1936 году путём слияния деревень Чорнегозда (онемеченное «Чорный-Гозд») и Наундорф (нем. Naundorf), существовавших примерно с прихода на эти земли немцев в XII-XIII веках. Первое упоминания о этих деревнях появляются в 1421 и 1448 годах соответственно. После слияния, в 1936 году через Шварцхайде был проложен автобан A13. Спустя год в деревне был построен завод по переработке бензина, принадлежавшей компании Brabag, и на котором использовался труд заключённых концлагеря Заксенхаузен. 28 мая 1944 года завод был разбомблен американской авиацией. После войны Шварцхайде вошёл в состав ГДР, а в 1954 году завод был национализирован и передан компании VEG. 11 января 1967 года, в связи с превышением численности населения цифры в 8000 человек, Шварцхайде получил статус города. После объединения Германии завод был перепрофилирован для производства полиуретана, приватизирован и ныне принадлежит компании BASF.

## Население
| Год  | Население |
| ---- | --------- |
| 1990 | 8 936     |
| 1995 | 7 881     |
| 2000 | 7 203     |
| 2005 | 6 555     |
| 2010 | 6 053     |
| 2015 | 5 795     |
| 2020 | 5 568     |

## Галерея

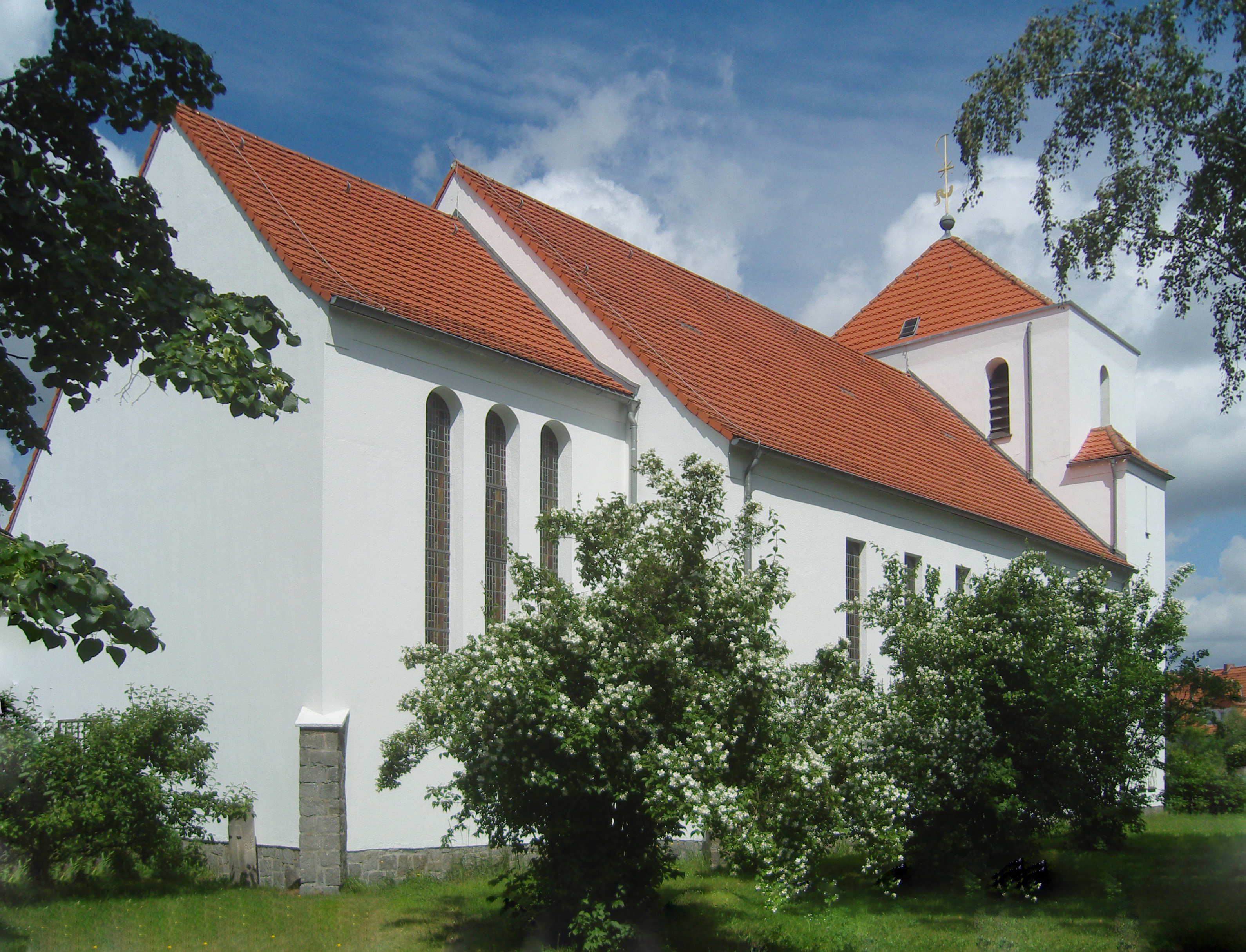
Католическая Крестовоздвиженская церковь
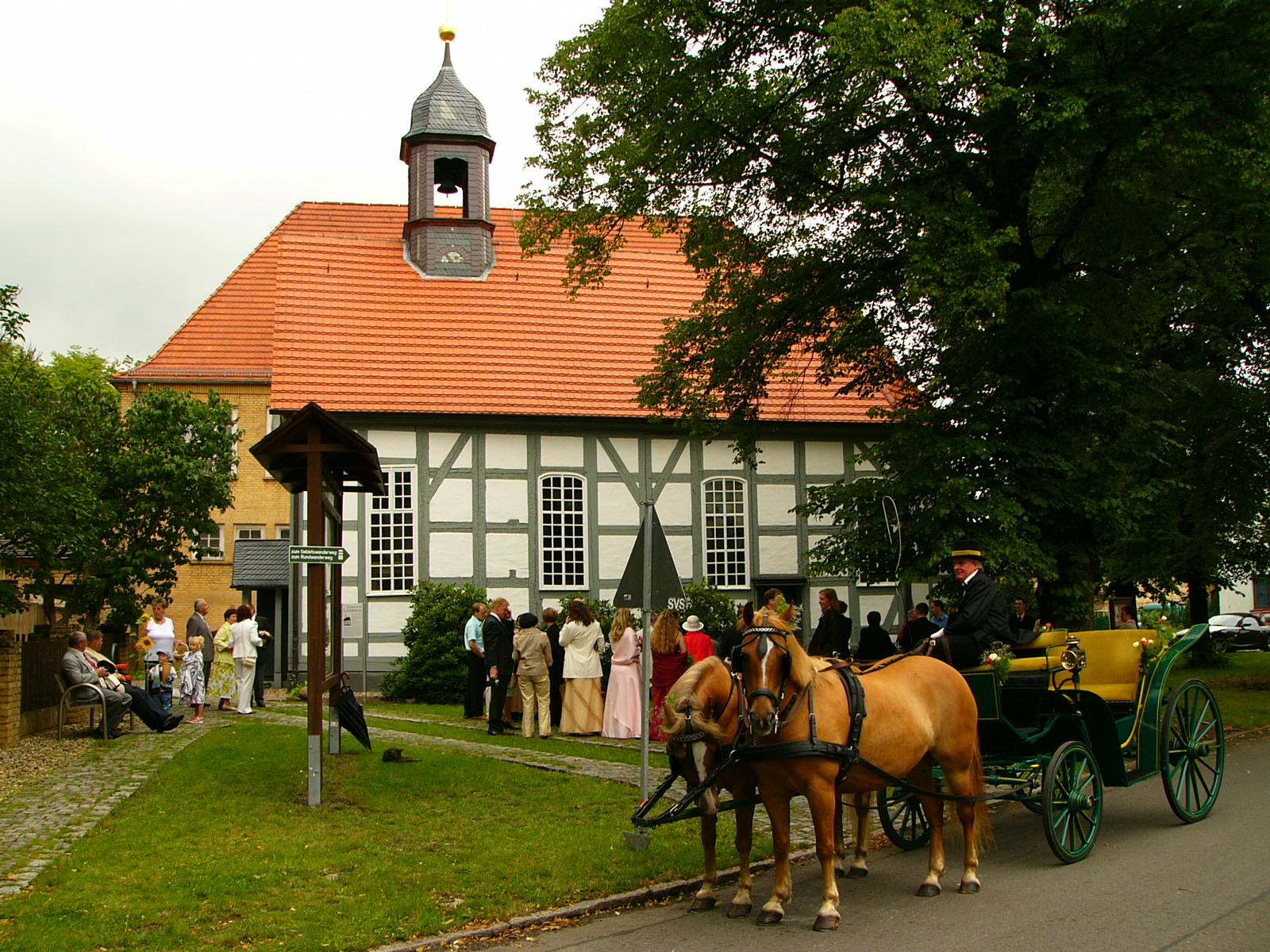
Евангелическо-лютеранская кирха
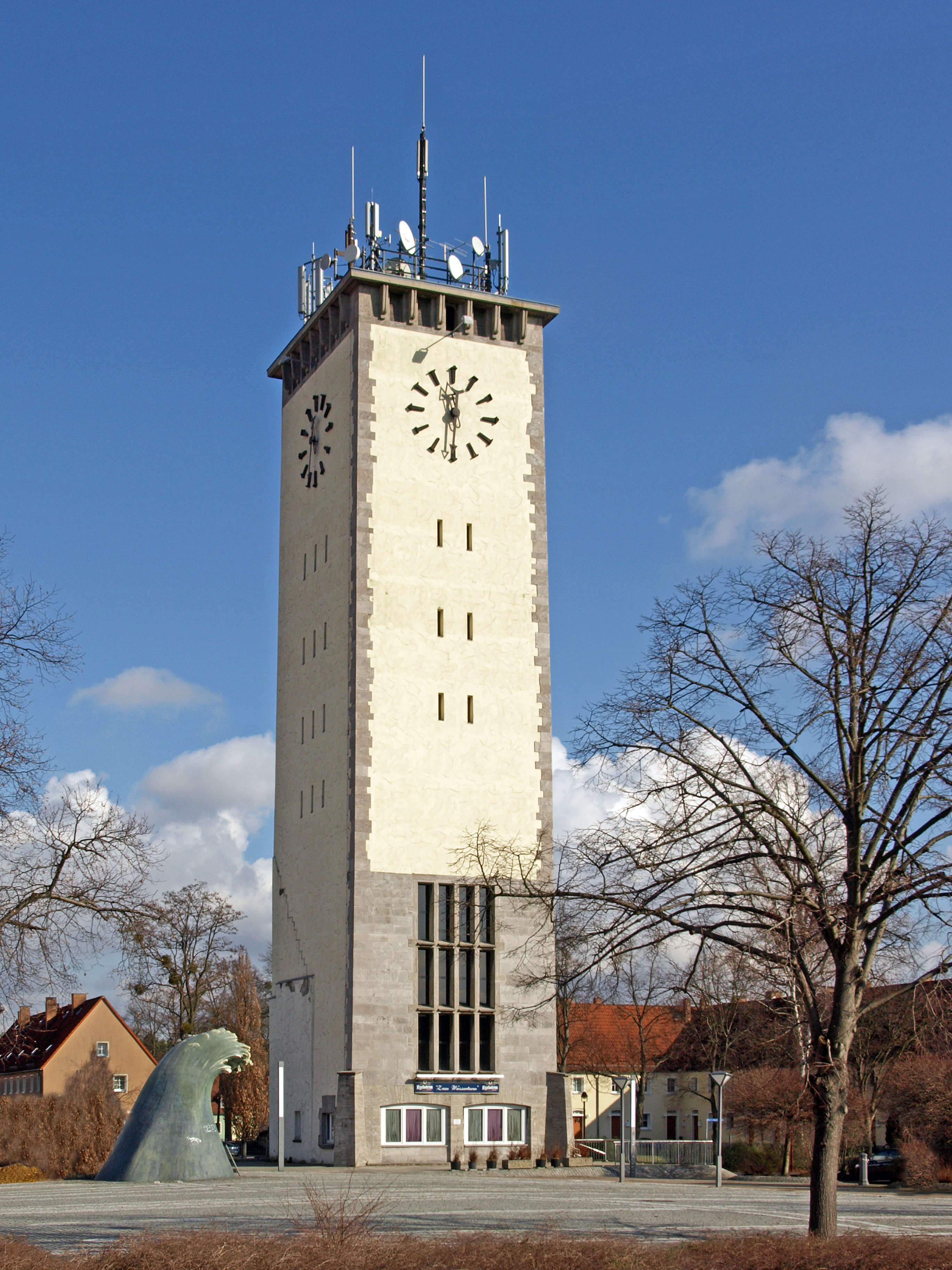
Водонапорная башня — символ города.
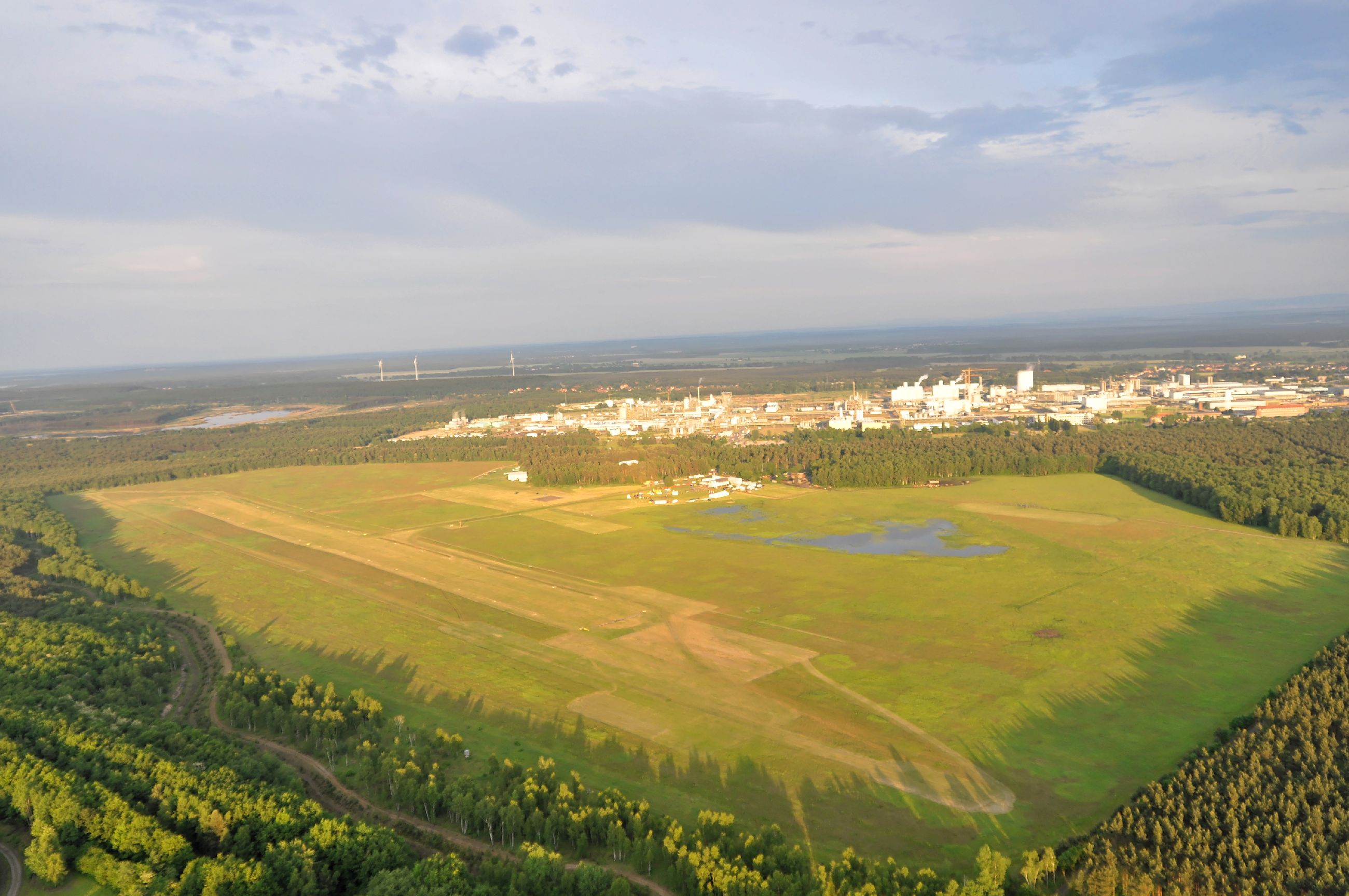
Аэродром Шварцхайде-Шипкау
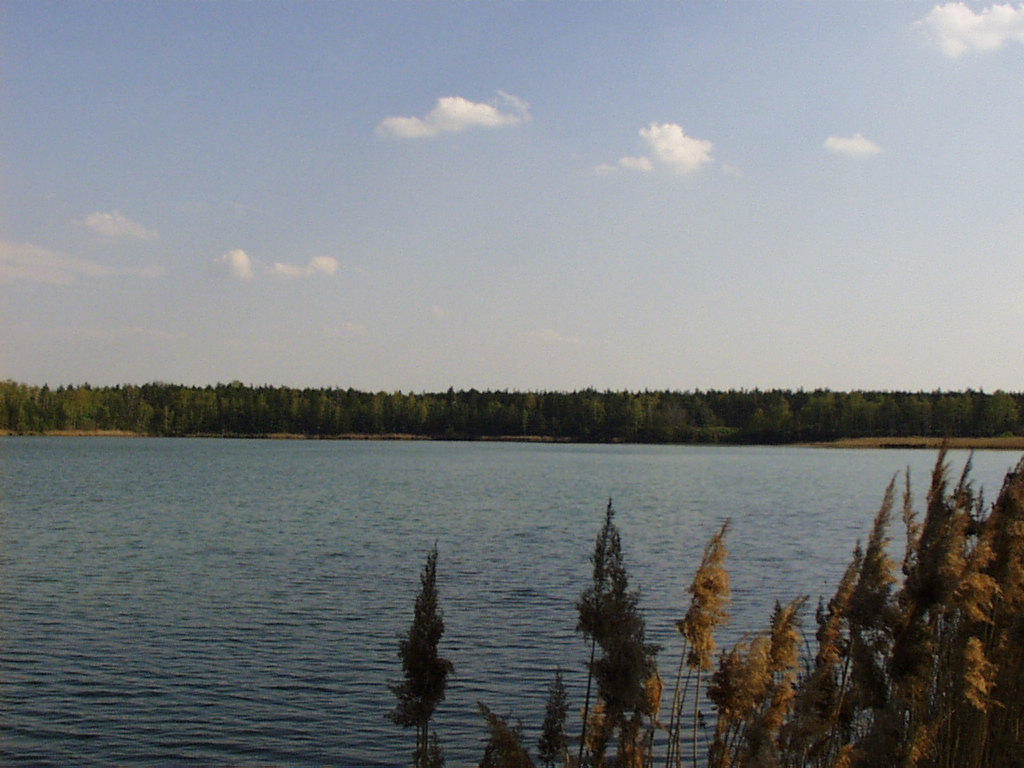
Ferdinandsteich
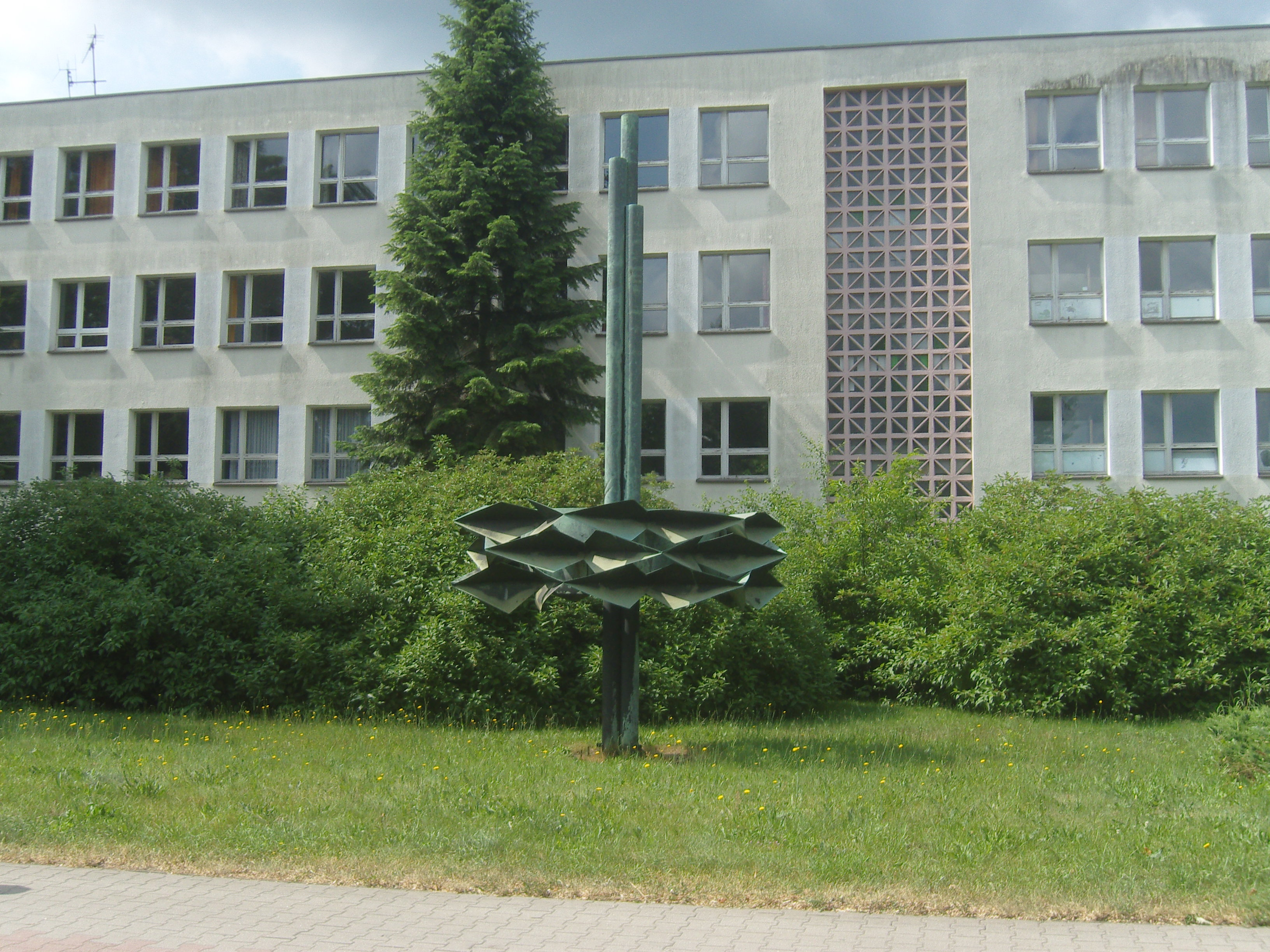
Здание бывшей гимназии и фонтан работы скульптора Эрнста Зауэра.
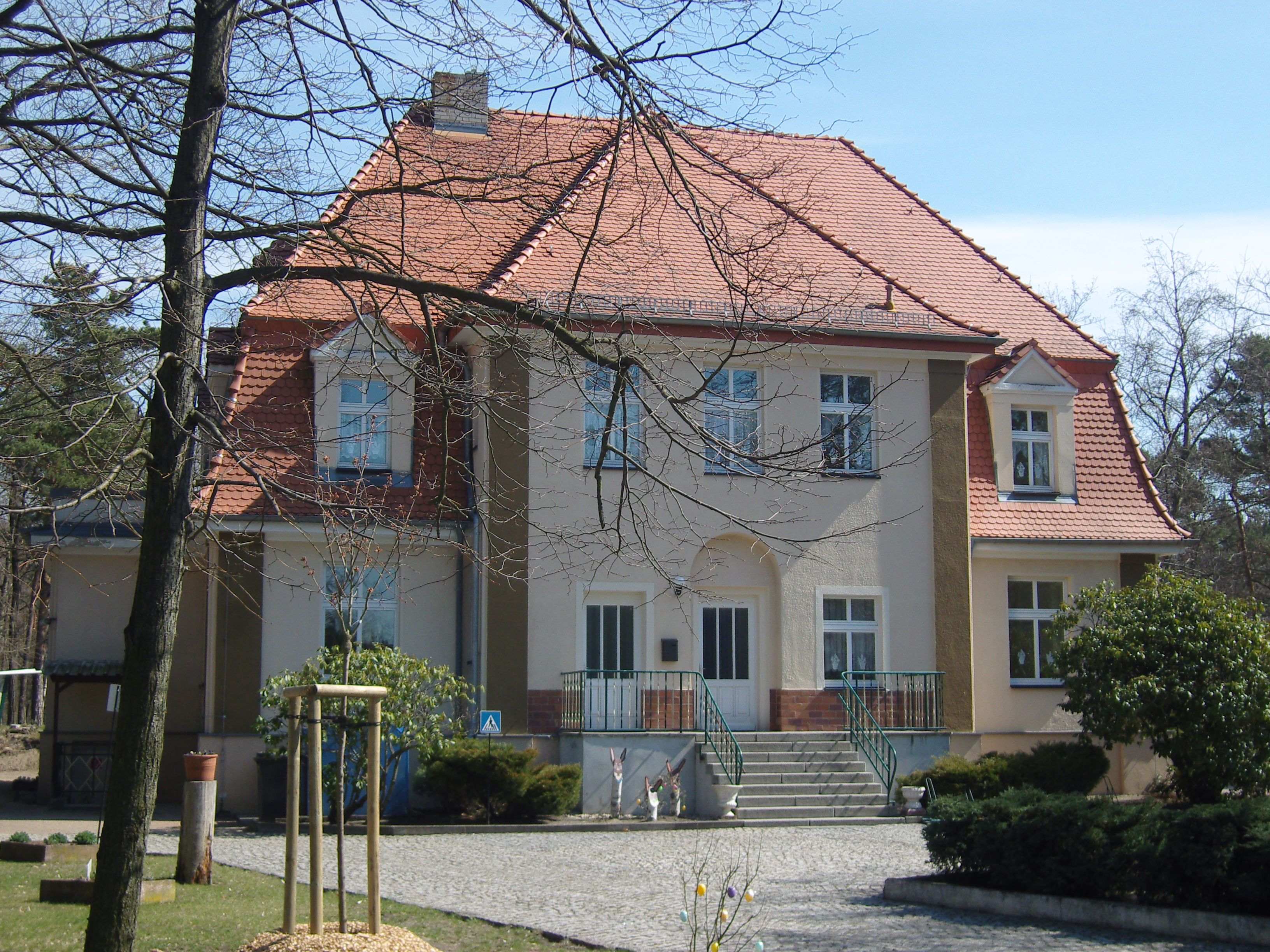
Детский сад
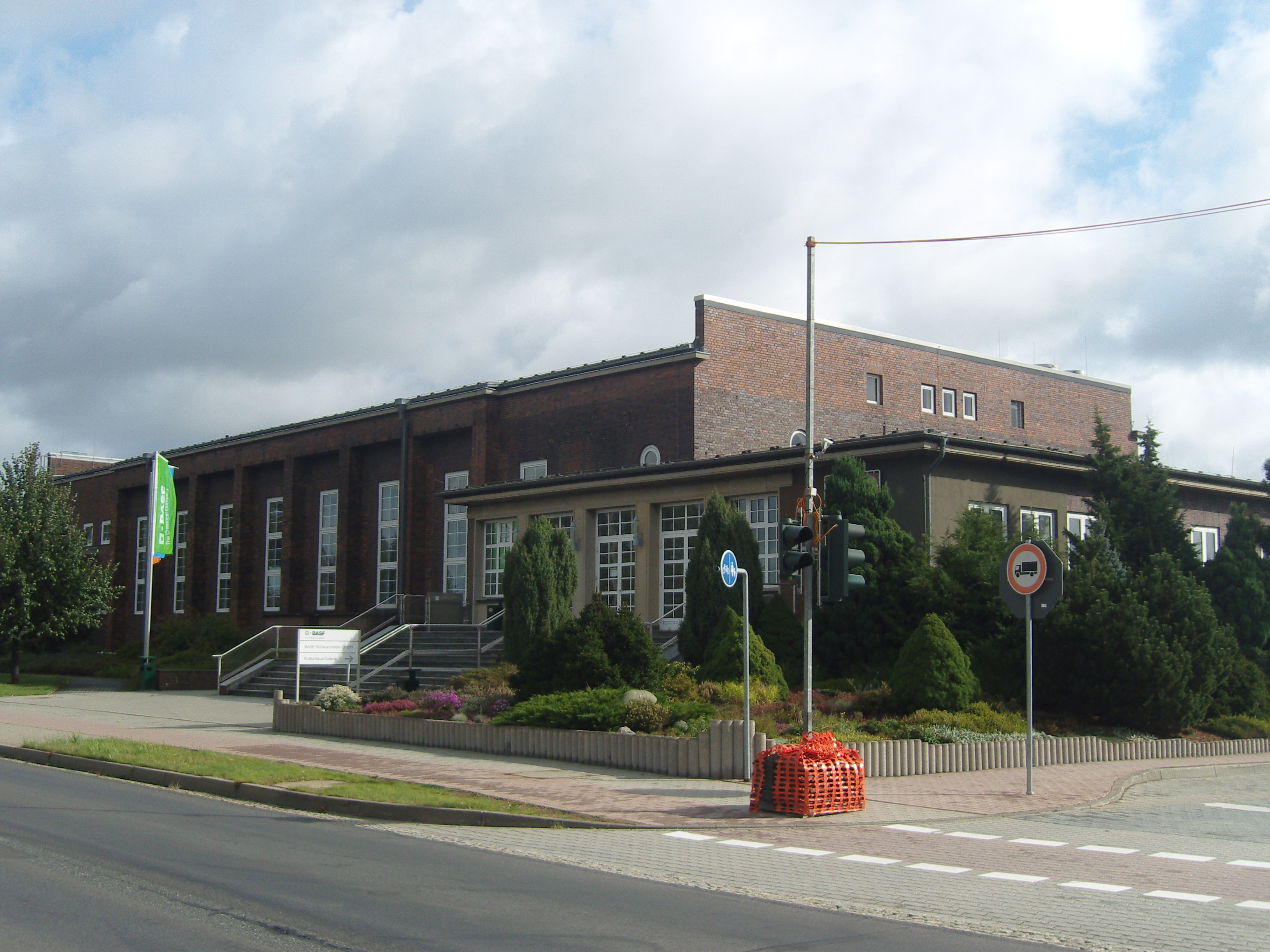
Дом культуры
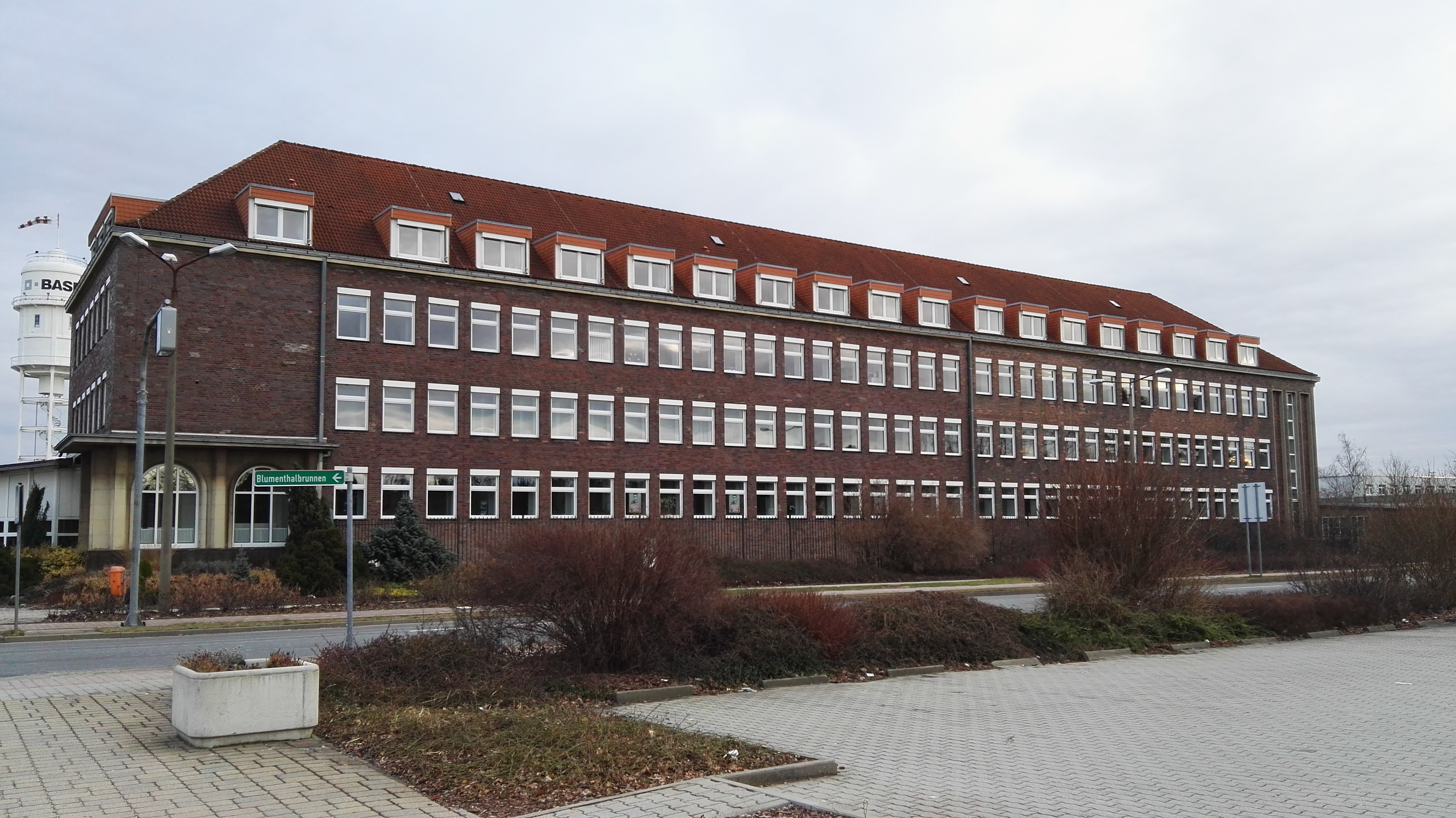
Центральный офис завода